# Seis Ensinamentos Secretos

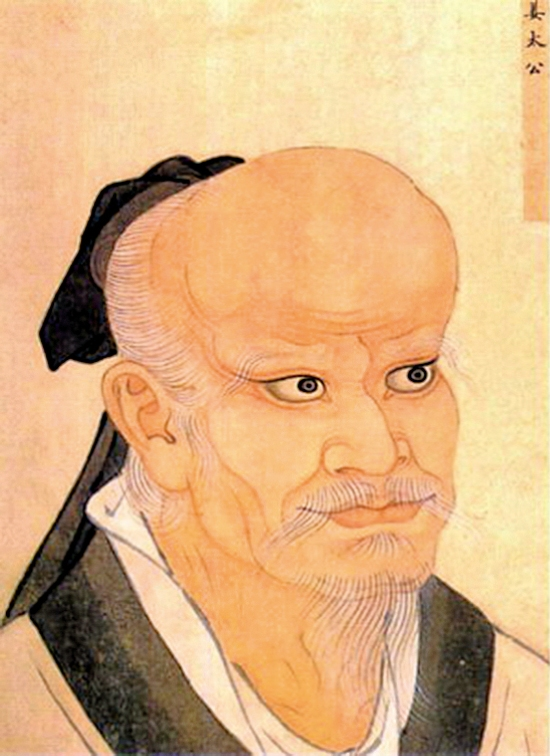
Retrato de Jiang Ziya no Sancai Tuhui

Seis Ensinamentos Secretos é um tratado sobre estratégia civil e militar, tradicionalmente atribuído a Lü Shang (também conhecido como Jiang Ziya), principal general do Rei Wen de Zhou, fundador da Dinastia Zhou, em torno do século 11 a.C. Historiadores modernos datam, nominalmente, sua redação final no Período dos Reinos Combatentes (c. 475–221 a.C.), mas alguns estudiosos acreditam que preserve pelo menos vestígios do pensamento político e militar do antigo estado de Qi. Por ser escrito da perspectiva de um estadista que planeja derrubar a dinastia Shang, é o único dos Sete Clássicos Militares explicitamente elaborado sob uma ótica revolucionária.

## Resumo dos capítulos
1. Estratégia Civil: A Estratégia Civil fornece a narrativa de como Jiang Ziya ditou os Seis Ensinamentos Secretos ao Rei Wen, além de detalhar como o Estado deve se organizar para viabilizar uma futura expansão militar. “Governo moral e eficaz é a base para a sobrevivência e o alicerce da guerra. O Estado precisa prosperar economicamente enquanto limita gastos, fomentar valores e comportamentos adequados entre o povo, implementar recompensas e punições, empregar os dignos e evitar perturbar e prejudicar as pessoas”.[2] Essa estratégia ensina os comandantes a não se satisfazerem com pequenas vantagens, pois é tudo o que alcançarão se assim fizerem. Mostra que os maiores ganhos resultam da benevolência e de ajudar outros a concretizarem suas aspirações por um mundo melhor.
2. Estratégia Militar: A Estratégia Militar dá continuidade à discussão sobre assuntos civis da seção anterior, analisa a situação atual de Zhou e avalia as perspectivas de derrubar com sucesso os Shang. “Atrair os descontentes enfraquece o inimigo e fortalece o Estado; empregar disfarces e técnicas psicológicas permite manipular o adversário e apressar seu fim. O governante deve visivelmente cultivar sua Virtude (德) e abraçar políticas de governo que permitam ao Estado competir pelas mentes e corações do povo; assim, o Estado alcançará a vitória sem travar batalhas”.[2] Essa estratégia instrui comandantes a alcançar a vitória pela benevolência e perspicácia, de preferência sem luta real. Ensina que é preciso superar o oponente pela diplomacia e manipulação.
3. Estratégia do Dragão: A Estratégia do Dragão trata principalmente de organização militar, das características necessárias aos oficiais de alta patente e de como avaliar e selecionar pessoas com essas qualidades. Discute como estabelecer um sistema de recompensas e punições para firmar a grandeza e autoridade do general e como promover lealdade e unidade entre os soldados. A Estratégia do Dragão também abrange: comunicação militar e a necessidade de sigilo; princípios táticos básicos (enfatizando flexibilidade e não convencionalidade); erros comuns de comando e como evitá-los; sinais para interpretar a situação do inimigo; e uma discussão sobre habilidades e equipamentos militares.[3] Essa estratégia explora aspectos sutis e complexos de situações críticas sem perder o controle para conselheiros ou se confundir. Ressalta que o governo depende de uma visão centralizada e organizada, devendo ser bem-informado para atuar com eficácia.
4. Estratégia do Tigre: A Estratégia do Tigre aborda equipamentos militares, princípios táticos e questões essenciais de comando. Grande parte da seção apresenta “táticas para livrar-se de situações adversas no campo de batalha. As soluções geralmente enfatizam velocidade, capacidade de manobra, ação unificada, comprometimento decisivo, uso de engodo, estabelecimento de emboscadas e emprego apropriado de diferentes tipos de forças”.[4] Enfatiza que um comandante deve estar atento contra a negligência e agir em harmonia com as circunstâncias em constante mudança. É preciso observar e aproveitar os efeitos e interações de variáveis como clima, terreno e psicologia humana para obter êxito.
5. Estratégia do Leopardo: “O Ensinamento Secreto do Leopardo enfatiza soluções táticas para tipos de terreno particularmente difíceis, como florestas, montanhas, desfiladeiros e passagens estreitas, lagos e rios, vales profundos e outras áreas confinadas. Também contém discussões sobre métodos para conter invasores devastadores, enfrentar forças superiores, dispor-se de forma eficaz e agir de modo explosivo”.[4] Esta seção ensina os comandantes a conhecerem seus pontos fortes e a direcioná-los contra as fraquezas do inimigo.
6. Estratégia do Cão: A Estratégia do Cão aborda diversos tópicos, em grande parte complementares aos anteriores. As seções mais importantes “expõem princípios detalhados para empregar adequadamente as três forças componentes – carros de guerra, infantaria e cavalaria – em uma variedade de situações táticas específicas”, e discute a efetividade no campo de batalha dessas três forças. Examina uma série de “deficiências e fraquezas do inimigo que podem e devem ser imediatamente exploradas com um ataque determinado.” Considera ainda questões gerais: “a identificação e seleção de indivíduos altamente motivados e fisicamente aptos para unidades de elite de infantaria, cavalaria e carros de guerra; e métodos de treinamento dos soldados”.[4] Essa estratégia instrui a nunca atacar um inimigo cujo moral esteja elevado, mas sim a aguardar o momento certo para concentrar um ataque.